# Пьяцца, Джулио
Джулио Пьяцца (итал. Giulio Piazza; 13 марта 1663, Форли, Папская область — 23 апреля 1726, Фаэнца, Папская область) — итальянский куриальный кардинал, папский дипломат и доктор обоих прав. Апостольский интернунций во Фландрии с 21 июня 1690 по 1 февраля 1696. Титулярный архиепископ Родоса со 2 декабря 1697 по 13 сентября 1706. Апостольский нунций в Швейцарии с 7 января 1698 по 23 декабря 1702. Апостольский нунций в Кёльне с 23 декабря 1702 по 15 июля 1706. Апостольский нунций в Польше с 15 июля 1706 по 15 декабря 1709. Архиепископ Назарета и епископ Канн и Монтеверде в Барлетте с 13 сентября 1706 по 21 июля 1710. Апостольский нунций в Австрии с 15 декабря 1709 по 26 мая 1713. Епископ-архиепископ Фаэнцы с 21 июля 1710 по 23 апреля 1726. Секретарь шифра с 26 мая 1713 по 28 мая 1714. Кардинал-священник с 18 мая 1712, с титулом церкви Сан-Лоренцо-ин-Панисперна с 16 апреля 1714 по 23 апреля 1726. 